# Scandinavisch model

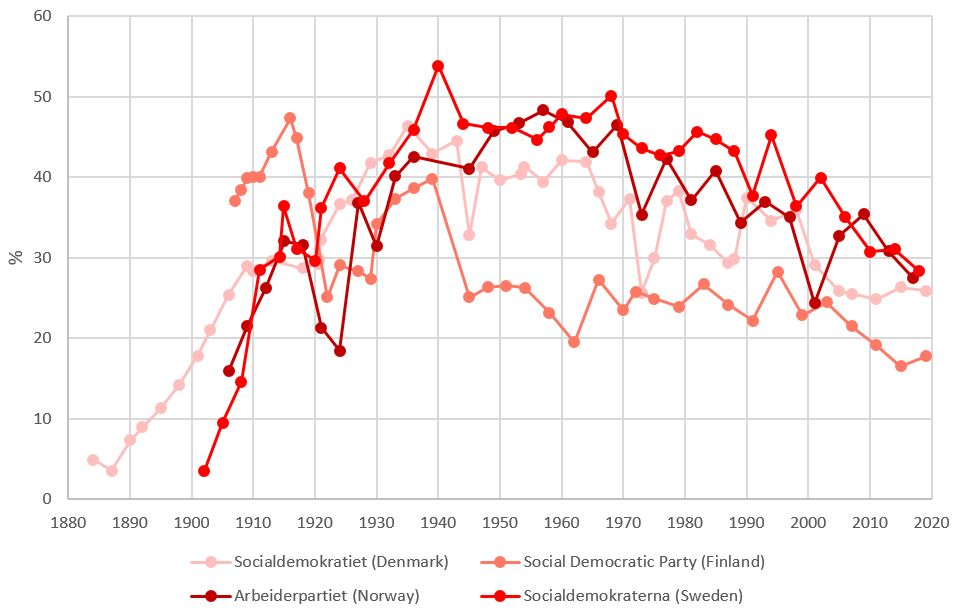
Stempercentage van de grootste sociaaldemocratische partijen in Denemarken, Finland, Zweden en Noorwegen

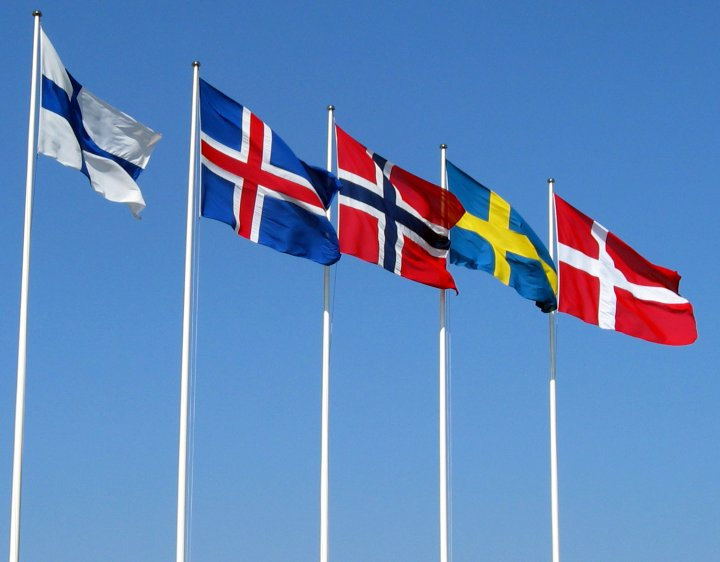
De vlaggen van de Noordse landen.

Het Scandinavische model of Noordse model verwijst naar de economische en sociale modellen van de Scandinavische of Noordse landen (Denemarken, Groenland, Faeröer, IJsland, Noorwegen, Zweden en Finland).
Deze bijzondere aanpassing van de gemengde markteconomie wordt gekenmerkt door welvarende landen (in vergelijking met andere ontwikkelde landen), die specifiek zijn gericht op het verbeteren van de individuele autonomie, het waarborgen van de universele beschikbaarheid van de fundamentele mensenrechten en de stabilisering van de economie. Het onderscheidt zich van andere welvarende landen met dezelfde doelen door de nadruk op het maximaliseren van de arbeidsparticipatie, de bevordering van gendergelijkheid, egalitaire en uitgebreide uitkeringen, grote omvang van de herverdeling, en liberale gebruik van expansief fiscaal beleid.
Het Scandinavische model is echter niet één enkel model met specifieke componenten of voorschriften; elk van de Scandinavische landen heeft zijn eigen economische en sociale modellen, soms met grote verschillen ten opzichte van de buren.

## Verwezenlijkingen en prestaties in rankings
Het World Happiness Report van de Verenigde Naties laat zien dat de gelukkigste landen geconcentreerd zijn in sociaaldemocratische landen, vooral in Noord-Europa, waar het Scandinavisch model dominant is.
In deze regio domineerden vergelijkbare arbeiders- en sociaaldemocratische partijen decennialang het politieke toneel en legden er de grond voor hun universalistische verzorgingsstaten in de 20e eeuw. De Scandinavische landen, waaronder Denemarken, Finland, IJsland, Noorwegen en Zweden, evenals Groenland en de Faeröer, scoren ook het hoogst op de maatstaven van het reële bbp per capita, economische gelijkheid, volksgezondheid, levensverwachting, iemand hebben om op te kunnen rekenen, gepercipieerde vrijheid om levenskeuzes te maken, vrijgevigheid, kwaliteit van leven en menselijke ontwikkeling, terwijl landen die een neoliberale regeringsvorm uitoefenen relatief slechtere resultaten hebben geboekt.
In vergelijkbare rapporten zijn Scandinavische en andere sociaaldemocratische landen eveneens genoemd als hoog gerangschikt op indicatoren zoals burgerlijke vrijheden, democratie, pers-, arbeids- en economische vrijheden, vrede en vrijheid van corruptie. Talrijke studies en enquêtes geven aan dat mensen gemiddeld gelukkiger leven in landen die geregeerd worden door sociaaldemocratische partijen, vergeleken met landen die geregeerd worden door neoliberale, centristische of rechtse regeringen.